# ロノウェ

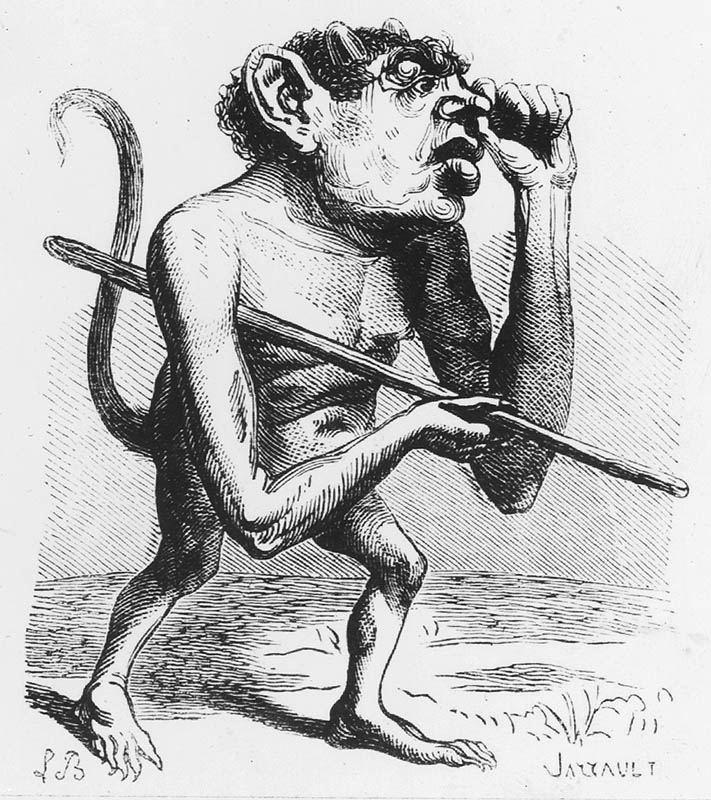
コラン・ド・プランシー著『地獄の辞典』の挿絵におけるロンウェーの姿

ロノウェ（Ronove）は、悪魔学における悪魔の一人。ロネウェ（Roneve）、ロンウェー（Ronwe）とも呼ばれる。

## 概説
『ゴエティア』によると、19の軍団を指揮する序列27番の侯爵にして大伯爵。
怪物の姿で現れるとのみ解説される。修辞学を教え、また言語に関する知識を与える。優れた使い魔や敵味方からの友情を授けるとも言う。
コラン・ド・プランシーの『地獄の辞典』の挿絵においては、杖を持ち、尾を生やした手の長い鬼のような姿で描かれている。